# Синьвэнь Ляньбо
«Синьвэнь Ляньбо» (кит. упр. 新闻联播, пиньинь Xīnwén Liánbō, буквально: «блок новостей») — ежедневная новостная программа Центрального телевидения Китая. Транслируется одновременно на всей территории материкового Китая, благодаря чему её аудитория является одной из самых крупных в мире. Первый выпуск программы вышел 1 января 1978 года.
Программа является главной новостной программой Китая и привлекает до 350 млн зрителей ежедневно, а во время новогодних праздников — до 460 млн. Начальная мелодия является одной из самых узнаваемых в мире, она используется с 1987 года практически без изменений.